# Фопель, Клаус
Клаус Фопель (нем. Klaus W. Vopel; р. 29 мая 1940, Гамбург, Германия) —  немецкий психолог, психотерапевт.
Клаус Фопель известен как популяризатор так называемых интерактивных игр, созданных на основе синтеза элементов различных видов психотерапии: гештальттерапии, психодрамы, транзактного анализа, метода направленного воображения и осознания ценностей.
Разрабатываемые К. Фопелем игры базируются на принципах партнёрского взаимодействия и гуманистической психологии, проведение их невозможно без атмосферы взаимного доверия, раскрепощенности и открытости. Эти игры помогают детям и взрослым учиться общению и сотрудничеству в живом взаимодействии друг с другом. Использование игр К. Фопеля в обучении помогает подходить к человеку как к целостному существу, они задействуют интеллект и эмоции, тело и душу, сознание и бессознательное.
Главное направление работ К. Фопеля — профилактическое, а не коррекционное. Он работает и предлагает своим читателям — психологам и педагогам — работать со всеми детьми, а не только с теми, которые уже входят в так называемую «группу риска» или в категорию «трудных».

## Научная деятельность
Изучал германистику, теологию, педагогику и психологию в Университете г. Гамбурга, где в конце 60-х годов возглавил один из исследовательских проектов. Проект касался создания групп поддержки для студентов и подготовки психологов, ведущих подобные группы. Результаты этого исследования опубликованы в книге «Кооперация и коммуникация» (К. Фопель, Р. Кирстен, издательство Pfyffer, 1974).
Дальнейшее психологическое образование получал у терапевтов объединения WILL, Нью-Йорк. Как психолог К. Фопель специализируется на ведении психологических групп по созданию команд, ведении групп встреч и гештальтгрупп.
С 1972 г. работает как ведущий разнообразных психологических программ в учреждениях образования, в бизнесе, в центрах подготовки психологов и психотерапевтов, в церковных общинах, также работает и с частными клиентами.

## Настоящее время
Живёт и работает в г. Зальцхаузене, недалеко от Гамбурга.
За исключением некоторых семинаров, пишет и издает книги. Вышло около 90 его работ. Большинство из них — практические материалы для психологов, ведущих группы разных направлений — в детских садах и школах, на фирмах и предприятиях, в терапии и консультировании. Все книги содержат подробные теоретические обоснования предлагаемых методик и игр.
Книги К. Фопеля переведены на итальянский, испанский, словацкий и русский языки.

## Семья
Клаус Фопель — отец двоих сыновей и дедушка двух внуков.